# Porte de Schönhausen

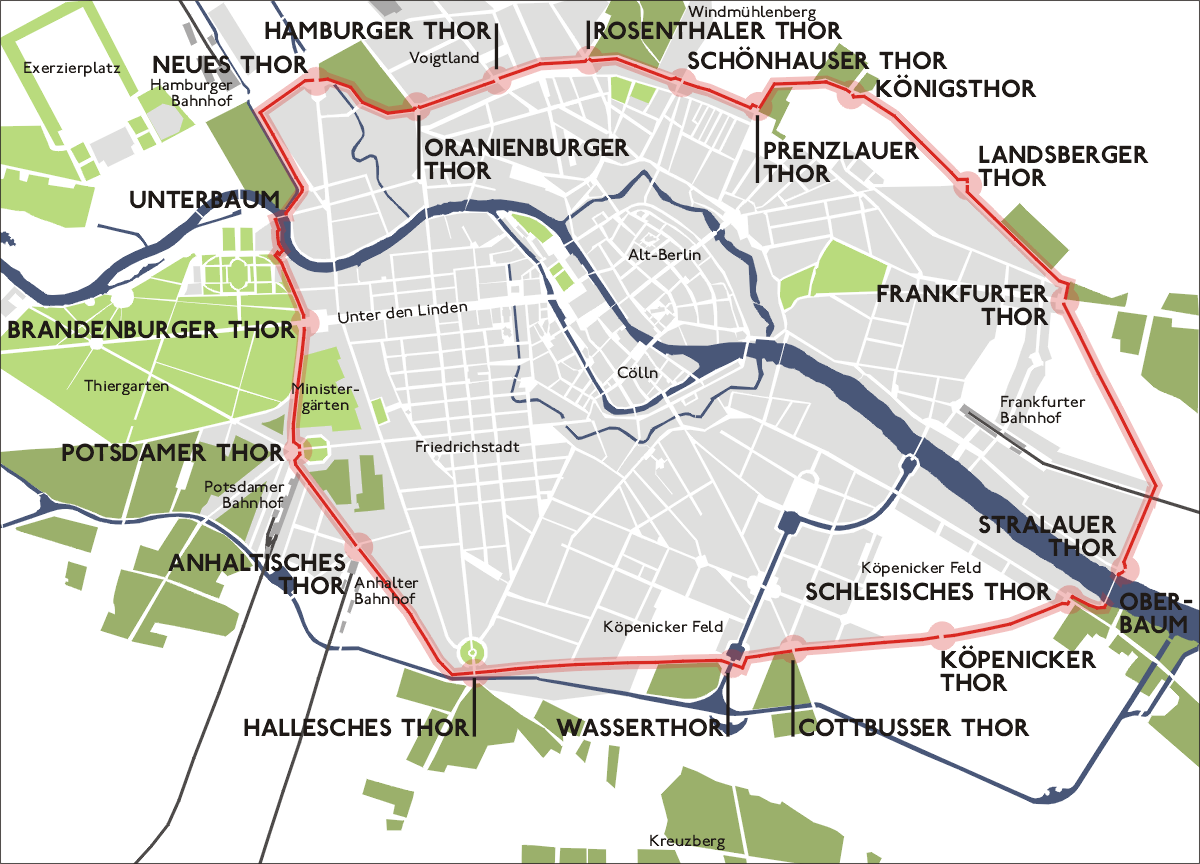
Les portes du mur d'accise vers 1855

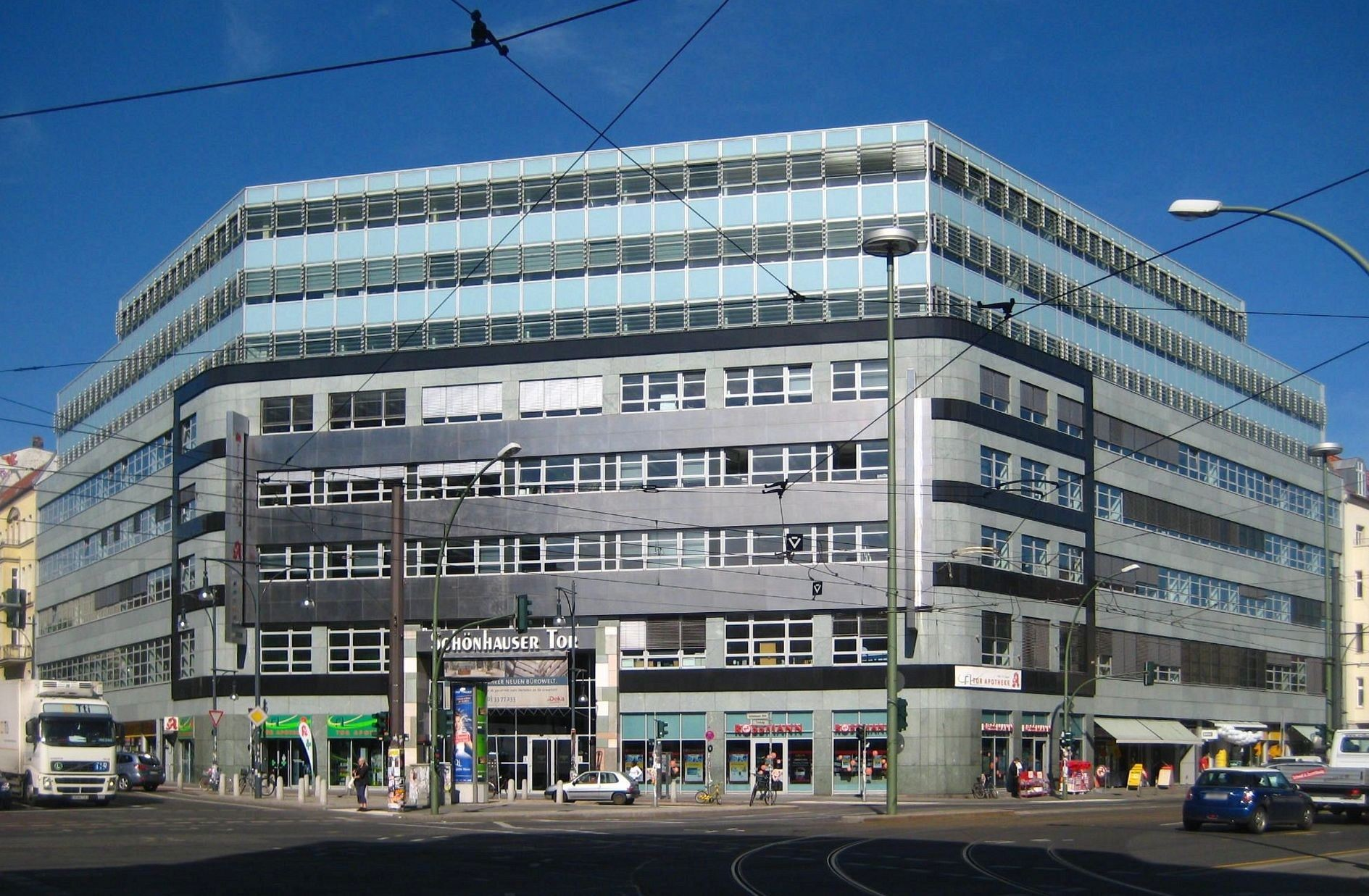
Bâtiment commercial Schönhauser Tor de 1995

La porte de Schönhausen est une porte de la ville du mur des douanes et de l'accise de Berlin qui n'a pas été conservée. Elle se trouvait à ce qui est maintenant l'intersection de Schönhauser Allee et Torstraße, au nord de ce qui est maintenant Rosa-Luxemburg-Platz. À l'emplacement approximatif se trouve aujourd'hui un bâtiment commercial appelé Schönhauser Tor, qui est achevé en 1995.

## Histoire
Dans les années 1734-1737, Frédéric-Guillaume Ier fait construire, après la démolition de l'ancien mur de la forteresse de Berlin, un mur de douane et de l'accise avec 18 portes au total. Les marchandises importées à Berlin doivent s'y acquitter d'un droit d'accise.
La porte de Schönhausen est située entre la porte de Rosenthal à l'ouest et la porte de Prenzlau à l'est. Le nom vient du château de Schönhausen, vers lequel la porte est orientée.
Entre 1867 et 1870, le mur d'accise est démoli avec presque toutes les portes de la ville, y compris la porte de Schönhausen.

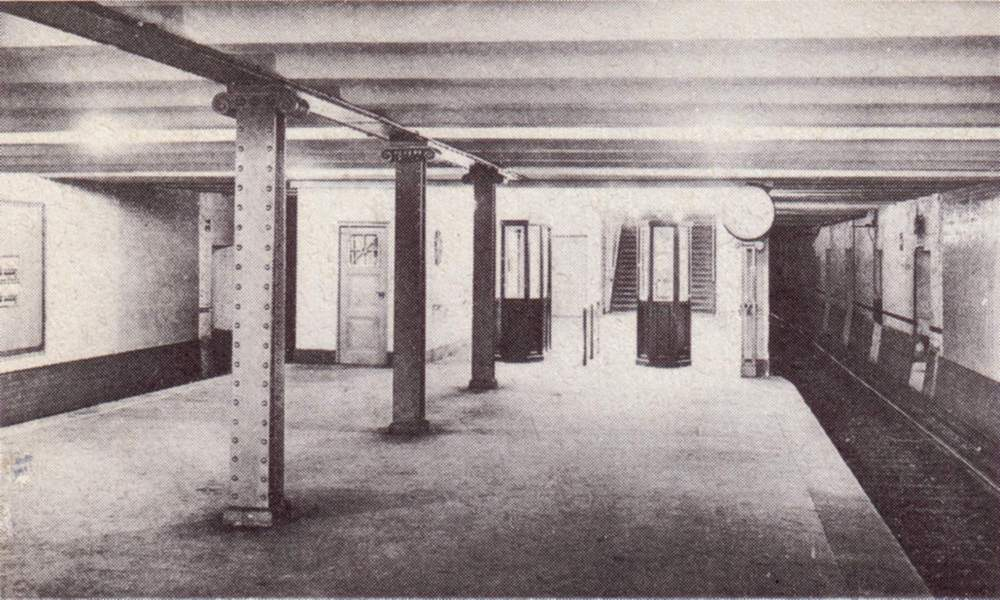
La station de métro Porte de Schönhausen est mise en service le 27 juillet 1913

De 1913 à 1950, la station de métro voisine s'appelle Porte de Schönhausen.
De 1994 à 1995, un bâtiment commercial de cinq étages est construit sur la Torstraße selon les plans de la FFNS + Giese Bohne Planungsgesellschaft, qui porte depuis le nom de Schönhauser Tor.